# Денисов Анатолій Вікторович
Анатолій Вікторович Денисов (нар. 20 липня 1975, м. Харків — пом. 29 липня 2022, селище Оленівка, Донецької області) — український військовослужбовець (раніше – працівник міліції та поліції), старший солдат Окремого загону спеціального призначення «Азов» Національної гвардії України, учасник російсько-української війни, який відзначився під час відбиття російського вторгнення в Україну і загинув у полоні внаслідок терористичного акту, вчиненого в ніч проти 29 липня 2022 року російськими окупаційними військами на території колишньої Волноваської виправної колонії № 120. Кавалер ордена «За мужність» ІІІ ступеня (2024 р., посмертно).

## Життепис
Анатолій Денисов народився 20 липня 1975 року у Харкові. Закінчивши місцеву школу, пройшов 2-річну строкову військову службу у Аеромобільних військах ЗСУ. 
Після звільнення у запас його запросили на роботу у один із харківских районних відділів внутрішніх справ, де він працював понад 20 років на посаді помічника чергового. Обожнював тварин. Був затятим рибалкою.
Влітку 2016 року Анатолій був направлений до району АТО, служив на Донеччині та Луганщині, зокрема, у місті Попасній. У цей період він познайомився зі своєю цивільною дружиною Оленою, у березні 2019 року вони разом переїхали жити до Маріуполя, де у них був невеликий цех з копчення риби. 
На другий день повномасштабного вторгнення російських військ Анатолій добровольцем приєднався до ОЗСП «Азов» і був призначений оператором-навідником 2-ї роти 1-го батальйону. Брав участь у вуличних боях, під час одного з них втратив дружину Олену, яка дістала кульове поранення і померла на його руках. Разом із однополчанами прорвався на завод «Азовсталь» і брав участь у його обороні. 17 травня 2022 року нагороджений медаллю «За військову службу Україні».
20 травня 2022 року за наказом вищого військового керівництва заради збереження життя людей Анатолій вийшов з побратимами з «Азовсталі» та потрапив у так званий «полон за домовленістю»». Утримувався на території колишньої Волноваської виправної колонії № 120 в окупованому селищі Молодіжному, що неподалік колишнього адміністративного центру селищної ради смт Оленівки колишнього Волноваського (нині – Кальміуського) району Донецької області, де окупанти утворили фільтраційну в’язницю. 
У ніч на 29 липня 2022 року прийняв мученицьку смерть у полоні внаслідок масового вбивства військовополонених, влаштованого окупантами у колонії в Оленівці.
23 вересня 2023 року старшого солдата Денисова було з військовими почестями поховано на Алеї Слави кладовища № 18 у рідному Харкові.

## Родина
У Анатолія залишилися донька, батьки та сестра. 

## Нагороди
- медаль «За військову службу Україні» (17 травня 2022 р.)  – за особисту мужність і самовіддані дії, виявлені у захисті державного суверенітету та територіальної цілісності України, вірність військовій присязі[3].
- орден «За мужність» ІІІ ступеня (23 лютого 2024 р., посмертно)  – за особисту мужність і самовідданість, виявлені у захисті державного суверенітету та територіальної цілісності України, сумлінне та бездоганне служіння Українському народові[4].